# الإنسان والطبيعة

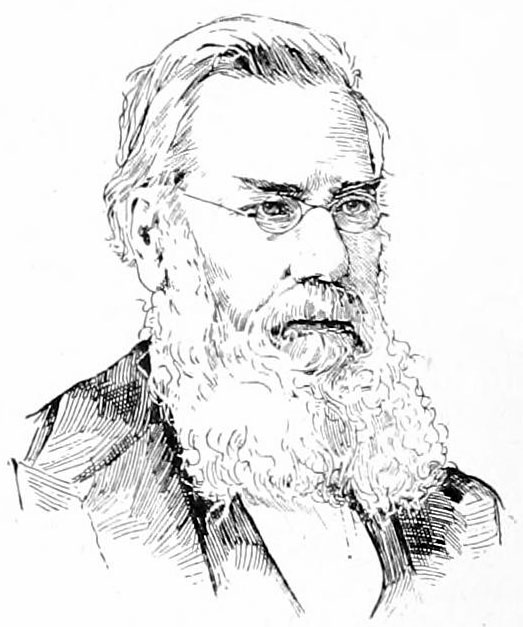
تصوير للكاتب جورج بيركنز مارش

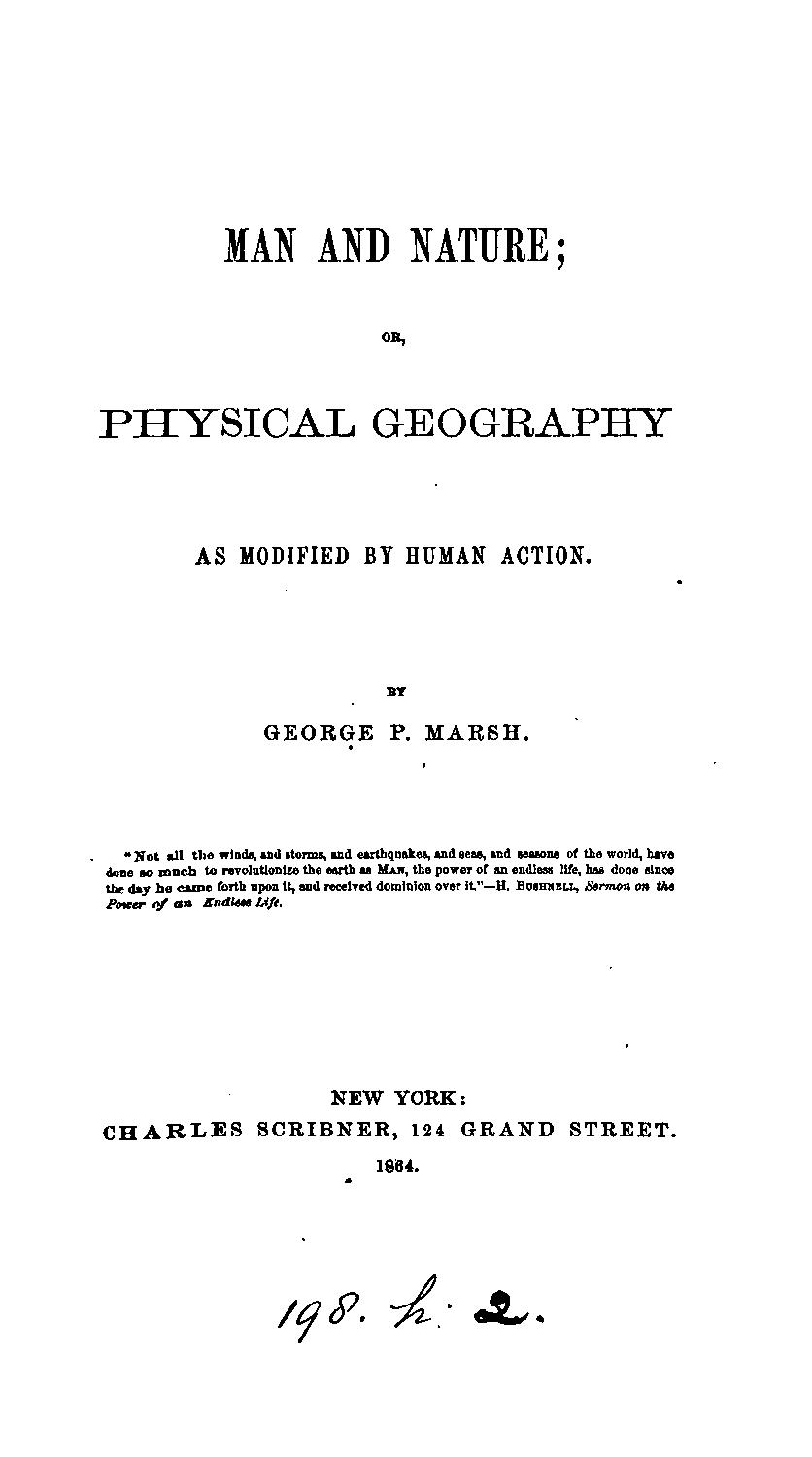
صفعة العنوان المُعدله في 1864م

كتاب الإنسان والطبيعة (بالإنجليزية: Man and Nature)‏ أو الجغرافيا الطبيعية كما تم تعديله بواسطة التحركات البشرية، نُشر في 1864م، من تأليف الأمريكي جورج بيكسن مارش، باحث دبلوماسي في مجالات العلوم المختلفة. مارش تعمد توضيح أنه «بينما الاخرون يظنون أن الأرض هي من صنعت الإنسان، في الحقيقة الإنسان هو من صنع الأرض». في المقابل، قام بالتحذير أنه إذا لم نقم بالحفاظ على الموارد العالمية واستعادتها كما كانت، ونشر الوعي والانتباه على تصرفاتنا فإنه قد يدمر الأرض. 
هذا الكتاب من أوائل أعماله التي وضحت تأثير التحركات البشرية على البيئة، وساعد في وضع محادثات التحركات الحديثة.
مارش معروف بعلمه العميق وفطنته من بين الطالب وفهمه للكتب، والطبيعة مع اهتمامات واسعة النطاق للتاريخ إلى الشعر والأدب. معرفته الواسعه وقواه العقلية الطبيعية أعطته القدرة على التحدث والكتابة عن كل موضوع مثير للجدل مع قوة اقناع كالباحث حقيقي. حصل مارش على فكرة كتاب «الإنسان والطبيعة» من ملاحظاته في بيته الانقليزي الجديد ورحلاته الخارجية المخلصة لأهداف متماثلة. كتب مارش الكتاب تماشياً مع الرأي القائل بأن حياة البشر وتصرفاته ما هي الا ظاهره تحولية، خصوصاً فيما يتعلق بطبيعته، وبسبب الاهتمامات اقتصادية شخصية، شعر ان الرجال كانوا سريعين في التقليل من مسؤولياتهم وكان «غير راغب بأن يترك العالم أسوأ مما وجده عليه».
الكتاب يتحدى أسطورة عدم إستمرارية الأرض وإلإيمان أن تأثير الإنسان على البيئة ليس له نسبة تشابه ضئيله مع الحضارة القديمة في البحر الأبيض المتوسط. جادل مارش بأن حضارات البحر الأبيض المتوسط القديمة انهارت من خلال التدهور البيئي. فإزالة الغابات أدت إلى تآكل التربة والتي أدت إلى التقليل من إنتاجية الترية.
بالإضافة إلى ذلك، يمكن العثور على نفس التوجه في الولايات المتحدة. كان الكتاب من أكثر الكتب تأثيراً في عصره، بجانب كتاب تشارلز داروين "أصل الأنواع "، والتي ألهمت الحفظ والإصلاح في الولايات المتحدة الأمريكية لأنها ترفض ما حدث لحضارة قديمة عندما استهلكت مواردها الطبيعية. كان للكتاب دور أساسي في إنشاء حديقة آديرونداك في نيويوورك والغابة الوطنية للولايات المتحدة المتحدة. وقد وصفها جيفورد بينشوت، رئيس قسم الغابات في الولايات المتحدة، بأنها  «صانعة العصر الجديد» وكتب ستيورات أودال «بداية الحكمة في ارض هذه المدينة».

## الكتاب
الكتاب مقسم إلى ستة فصول:
- المقدمة
- التحول، والتعديل، واستئصال الخضروات، وأنواع الحيوانات
- الاخشاب
- المياه
- الرمال
- تغيرات جغرافيه محتملة ومتوقعة بواسطة البشر